# 애버딘셔

애버딘셔

애버딘셔(영어: Aberdeenshire, 스코트어: Aiberdeenshire, 스코틀랜드 게일어: Siorrachd Obar Dheathain)는 스코틀랜드의 의회 구역으로 행정 중심지는 애버딘이며 면적은 6,313km2, 인구는 253,000명(2010년 기준), 인구 밀도는 39명/km2이다. 앵거스, 퍼스 킨로스, 하일랜드, 머리, 애버딘과 접한다.